# درام چینی
درام تلویزیونی چینی (به انگلیسی: Chinese television dramas؛ به چینی ساده‌شده: 中国电视连续剧) که با عنوان سی دراما (انگلیسی: C-dramas) هم شناخته می‌شود، درام‌های تلویزیونی با منشأ چین یا چین بزرگ هستند. چین بیشتر از هر کشور دیگری درام‌های تلویزیونی تولید می‌کند. محبوبترین ژانر درام‌ها در چین فانتزی عاشقانه است به گونه‌ای که ۴۷ مورد از ۵۰ درام پربیننده در این کشور در سال ۲۰۱۶ از همین ژانر بوده‌است. درام‌های تلویزیونی چینی محبوب هستند و به‌طور منظم در آسیا به‌خصوص در ویتنام، مالزی، سنگاپور، تایلند، اندونزی، فیلیپین، سری‌لانکا و کامبوج پخش می‌شوند.